# Vicente Palacios (historiador)
Vicente Palacios Garrido (Burgos, 1929) es un papiroflecta, investigador e historiador español, primer presidente y uno de los miembros fundadores de la Asociación Española de Papiroflexia. Se le considera uno de los personajes más relevantes en el universo del origami, y uno de los grandes difusores de este arte. Palacios es comúnmente invitado a eventos y congresos relacionados con la papiroflexia.
Palacios fue presidente de la Asociación Española de Papiroflexia entre 1982 y 1993, así como editor de su Boletín entre los años 1986 y 1993. También es miembro de la Sociedad Británica de Papiroflexia y miembro de honor del Centro Latino de Papiroflexia. Es autor de nueve libros, tres de los cuales han sido publicados en los Estados Unidos, y un cuarto en México.

## Investigación
Las investigaciones de Vicente Palacios se han centrado en torno al origen histórico de la papiroflexia. A partir de la similitud del patrón de la pajarita de papel con el cuadrado astrológico que se utilizaba para elaborar los horóscopos en el siglo XII, ha establecido su posible origen europeo.
También descubrió la evidencia más antigua de plegado de papel en Europa, encontrada en una edición de 1490 del Tractatu de Spaera Mundi (Tratado sobre la esfera del mundo) del matemático y astrólogo inglés John Holywood. En el centro de una ilustración en madera del mecanismo del eclipse solar, aparecen dos barcos que guardan un sorprendente parecido con simples barcos de papel doblados. Según Vicente Palacios, esta podría ser la primera representación conocida del plegado de papel.

## Publicaciones
- Historia de la pajarita: Siglo XI. Barcelona: Salvatella. 2008. ISBN 9788484124924.
- Papiroflexia iniciación. Barcelona: Salvatella. 2005. ISBN 9788484122890.
- Papiroflexia colección. Barcelona: Salvatella. 2001. ISBN 9788484121688.
- Papiroflexia selecta. Barcelona: Salvatella. 1998. ISBN 9788472109988.
- Papiroflexia fácil. Barcelona: Salvatella. 1995. ISBN 9788472107762.
- Papiroflexia básica. Barcelona: Salvatella. 1989. ISBN 9788472104228.
- Fascinante papiroflexia. Barcelona: Salvatella. 1984. ISBN 9788472102620.
- La creación en papiroflexia. Barcelona: Salvatella. 1979. ISBN 9788472100602.
- Papirogami. Barcelona: Salvatella. 1972. ISBN 9788472100282.

## Reconocimientos
En 2021, la Sociedad Británica de Papiroflexia le otorgó el primer premio David Lister, antiguo miembro de la sociedad y especialista en historia de la papiroflexia, en reconocimiento a su trayectoria personal.